# Sultanato di Bir Ali
Il Wahidi Bir Ali (in arabo: واحدي بير علي Wāḥidī Bīr ‘Alī), ufficialmente Sultanato Wahidi di Bir Ali (in arabo: سلطنة واحدي بير علي Salṭanat al-Wāḥidī Bīr ‘Alī), è stato un paese membro del Protettorato di Aden. La sua capitale era Bi'r `Ali. L'ultimo sultano, Husayn ibn Abd Allah Al Wahidi, fu deposto e lo Stato è stato abolito nel 1967 alla fondazione della Repubblica Democratica Popolare dello Yemen. L'area oggi è parte dello Yemen.

## Storia
Lo Stato predecessore, il Sultanato Wahidi (Saltanat al-Wahidiyya), è stato istituito in una data incerta. Nel 1830 tale regno si è diviso in quattro stati:
- Sultanato Wahidi di Ba'l Haf (Saltanat Ba al-Haf al-Wahidiyya);
- Sultanato Wahidi di `Azzan (Saltanat` Azzan al-Wahidiyya);
- Sultanato Wahidi di Bi´r `Ali `Amaqin (Saltanat Bi'r `Ali `Amaquin al-Wahidiyya);
- Sultanato Wahidi di Habban (Saltanat Habban al-Wahidiyya).

Il 4 maggio 1881 Ba'l Haf e `Azzan si sono uniti. Nel 1888 il Sultanato Wahidi di Ba'l Haf e quello di `Azzan sono diventati protettorati britannici. Nel 1895 anche Bi´r `Ali `Amaqin è stato posto sotto la protezione britannica. Il 23 ottobre 1962 il sultanato si è riunito prendendo il nome di Sultanato Wahidi (al-Saltana al-Wahidiyya), mentre Bi'r `Ali e Habban sono rimasti sultanati subordinati. Il 29 novembre 1967 con l'indipendenza della Repubblica Popolare dello Yemen del Sud sono stati aboliti tutti gli stati monarchici.

## Elenco dei sultani
I regnanti portavano il titolo di Sultan Bi'r `Ali `Amaqi al-Wahidi.
- `Abd Allah ibn Talib al-Wahidi (1830 - 18..)
- al-Hadi ibn Talib al-Wahidi (1842 - 1875)
- Talib ibn al-Hadi al-Wahidi (1875 - 1880)
- Muhsin ibn Salih al-Wahidi (1880 - marzo 1893)
- Salih ibn Ahmad al-Wahidi (1893 - 1916)
- Nasir ibn Talib al-Wahidi (1916 - 1940)
- `Alawi ibn Muhsin al-Wahidi (1940 - 1955)
- `Alawi ibn Salih al-Wahidi (1955 - 23 ottobre 1962) (ha continuato a regnare come sovrano subordinato fino al 29 novembre 1967)